# Künstlergruppe 45 Krefeld
Die Künstlergruppe 45 Krefeld war eine 1945 gegründete progressive regionale Künstlergruppe. Sie bestand bis Mitte der 1960er Jahre und hatte ihren Sitz in Krefeld.

## Gründung
Die Künstlergruppe 45 wurde am 9. Oktober 1945 von 13 Künstlern in und um Krefeld als Ausstellungszweckgemeinschaft gegründet. Im gleichen Jahr war bereits die Niederrheinische Künstlergilde in Krefeld gegründet worden, die jedoch traditionell orientiert war, während dagegen die eher lose Gemeinschaft der Künstlergruppe 45 ohne besondere stilistische Ausrichtung von vornherein progressive künstlerische Ansätze zeigte. Das Vereinsleben bestand in regelmäßigen Treffen und Künstlerfesten. Ein hohes künstlerisches Niveau wurde dadurch erhalten, dass neue Mitglieder nur auf Beschluss des Vorstandes oder der Mitgliederversammlung aufgenommen wurden. Die Krefelder Künstler wurden 1946 in der ersten Ausstellung nach der 1942 kriegsbedingten Schließung des Kaiser-Wilhelm-Museums gezeigt.
Neben Krefeld fanden Gemeinschaftsausstellungen in Aachen, Düsseldorf, Mönchengladbach und Wuppertal statt.
Eine Jubiläumsausstellung 1965 fand nicht mehr statt. Der Kunstschriftsteller Wilhelmi führt als Grund für das Erlöschen der Gruppe die Überalterung der Mitglieder an.

## Mitglieder
- Theo Akkermann (1907–1982), Bildhauer
- Leo Bigenwald (1904–1985), Bildhauer, Grafiker, Keramiker
- Berndt Bosseljon (1893–1977), Maler, Dichter und Komponist
- Ferdinand Brauer (1904–1979), Maler
- Johannes Cladders (1924–2009), Maler, Kunstkritiker, Kurator
- August Erkens (1908–1988), Maler
- Gustav Fünders (1903–1973), Glasmaler
- Laurens Goossens (1898–1979), Maler, Vorsitzender von 1945 bis 1951
- Marianne Heynen-Pilters (1920–2009), Zeichnerin, Malerin
- Ernst Hoff (1909–1993), Grafiker, Maler, Glasmaler
- Wilhelm Holzhausen (1907–1988), Maler, Grafiker
- Fritz Huhnen (1895–1981), Bühnenbildner, Maler, Grafiker
- Walter Icks (1901–1964), Maler
- Hanns Kempkes (1883–1954), Maler
- Edgar Joachim Klos (1931–2007), Glasmaler
- Maria Kuhlen (1890–1958), Malerin
- Waldemar Kuhn (1923–2015), Bildhauer
- Franz Ruffing (1912–1989), Grafiker, Maler, Typograph
- Alfred Sabisch (1905–1986), Bildhauer
- Alfred Sack (1907–1972), Grafiker
- Kurt Samnée (1902–1965), Maler
- Werner Schriefers (1926–2003), Maler
- Heinz Steurnthal (1899–1974), Aquarellist, Designer
- Josef Strater (1899–1956), Glasmaler
- Edith Strauch (1920–2008), Malerin
- Herbert Zangs (1924–2003), Maler
- Hugo Ziegler (1898–1978), Maler

Gäste:
- Wilhelm Brandenberg (1889–1975), Maler
- Günther Gumpert (1919–2019), Maler

## Ausstellungen
- 1946: Kaiser-Wilhelm-Museum, Krefeld
- 1946: Städtisches Museum Wuppertal
- 1947: Suermondt-Museum, Aachen, 16. November 1947 bis 5. Dezember 1947
- 1955: 10 Jahre Künstlergruppe 1945, Kaiser-Wilhelm-Museum Krefeld
- 1956: 10 Jahre Künstlergruppe 1945, Altes Museum Mönchengladbach
- 2015: Gedenkausstellung: 70 Jahre nach der Gründung: Künstlergruppe 1945 Krefeld, Verein Kunst und Krefeld, Alte Post[4][5]